# Allerheiligen
Allerheiligen (Sollemnitas Omnium Sanctorum in het Latijn) is een christelijk feest ter nagedachtenis aan alle heiligen en martelaren. Het is een jaarlijkse feestdag, die door rooms-katholieken en anglicanen op 1 november gevierd wordt. In de Rooms-Katholieke Kerk is het een hoogfeest. In de Oosters-Orthodoxe Kerk wordt Allerheiligen gevierd op de eerste zondag na Pinksteren, mogelijk in navolging van Lemuria, dat op 13 mei valt.
De dag na Allerheiligen wordt Allerzielen gevierd. Het is aannemelijk dat men tijdens de kerstening van Europa het feest van Allerheiligen is gaan vieren rond de periode van een oorspronkelijk heidens feest Samhain dat ter nagedachtenis van de doden werd gehouden. In 837 riep paus Gregorius IV 1 november uit als de katholieke gedenkdag.
Allerheiligen is ook een merkeldag en hierbij hoort de weerspreuk: Allerheiligen is een waterken of een winterken.

## Feestdag
Allerheiligen is een nationale feestdag in vele landen, waaronder Andorra, België, Frankrijk, Hongarije, Italië, Kroatië, Liechtenstein, Litouwen, Luxemburg, Monaco, Oostenrijk, Polen, Portugal, San Marino, Slowakije, Slovenië, Spanje en delen van Duitsland en Zwitserland. In Zweden en Finland wordt Allerheiligen gevierd op de zaterdag tussen 31 oktober en 6 november. 
In Nederland is Allerheiligen geen nationale vrije dag, maar wel een verplichte feestdag in de Rooms-Katholieke Kerk. In 1967 verplaatsten de Nederlandse bisschoppen (na ontheffing van paus Paulus VI om Allerheiligen als zondag te beschouwen), de verplichte feestdag naar de eerstvolgende zondag voor of na 1 november. Voorheen was Allerheiligen een vrije dag die op de dag zelf werd gevierd. Sinds de verplaatsing werd 1 november niet meer als vrije dag gevierd. De Nederlandse bisschoppen hebben op de Bisschoppenconferentie van 8 juli 1989 besloten om het hoogfeest van Allerheiligen met ingang van 1 januari 1991 weer te vieren met een eucharistieviering op de dag zelf, op een tijdstip waarop veel gelovigen aanwezig kunnen zijn. Het voorschrift om zich "ook te onthouden van werken en bezigheden die een beletsel zijn voor de eredienst die aan God gebracht moet worden, voor de vreugde die aan de Dag des Heren eigen is, of voor de nodige ontspanning van geest en lichaam" geldt op Allerheiligen echter niet. Allerheiligen is daarom ook niet teruggekeerd als nationale vrije dag.
De allerheiligenmarkten worden nog steeds georganiseerd. De grootste allerheiligenmarkt van Nederland, met tachtig- tot honderdduizend bezoekers, vindt jaarlijks plaats in het Oost-Groningse Winschoten.
In de beeldende kunst is Allerheiligen een voorstelling van heiligen om de drie-eenheid, volgens de tekst in Openbaring 5 en 7. Het bekende schilderij Aanbidding van de Drie-eenheid door de Civitas Dei van Albrecht Dürer bevindt zich in het Kunsthistorisches Museum te Wenen.
Aan de vooravond van Allerheiligen wordt Halloween gevierd, oorspronkelijk als herdenking van de doden.